# Washington Commanders 2024
La stagione 2024 dei Washington Commanders è stata la 93ª della franchigia nella National Football League e la prima con Dan Quinn come capo-allenatore.
La squadra passó dal record di 4-13 della stagione precedente a 12-5, la prima annata con più vittorie che sconfitte dal 2016 e la miglior percentuale di vittorie dalla squadra che vinse il titolo nel 1991. Il 2024 vide anche la prima vittoria nei playoff dal 2005 è la prima presenza in finale di conference dal 1991. I Commanders furono eliminati dai rivali di division dei Philadelphia Eagles che sarebbero poi andati a vincere il Super Bowl LIX.
In questa stagione Washington ebbe per l'ottavo anno consecutivo un nuovo quarterback titolare nella gara di debutto, con il precedente titolare Sam Howell che era stato scambiato in primavera. La squadra scelse il quarterback Jayden Daniels come secondo assoluto nel draft NFL 2024. Questi stabilì il record NFL per un quarterback rookie per il maggior numero di yard corse, venendo premiato come rookie offensivo dell'anno. L'attacco di Washington fu tra i migliori della storia della squadra, segnando 485 punti, il suo secondo miglior risultato di sempre. Il wide receiver Terry McLaurin stabilì un record stagionale di franchigia con 13 touchdown su ricezione. McLaurin, i linebacker Frankie Luvu e Bobby Wagner e il kick returner Austin Ekeler furono tutti inseriti nel Second-team All-Pro.

## Scelte nel Draft 2024

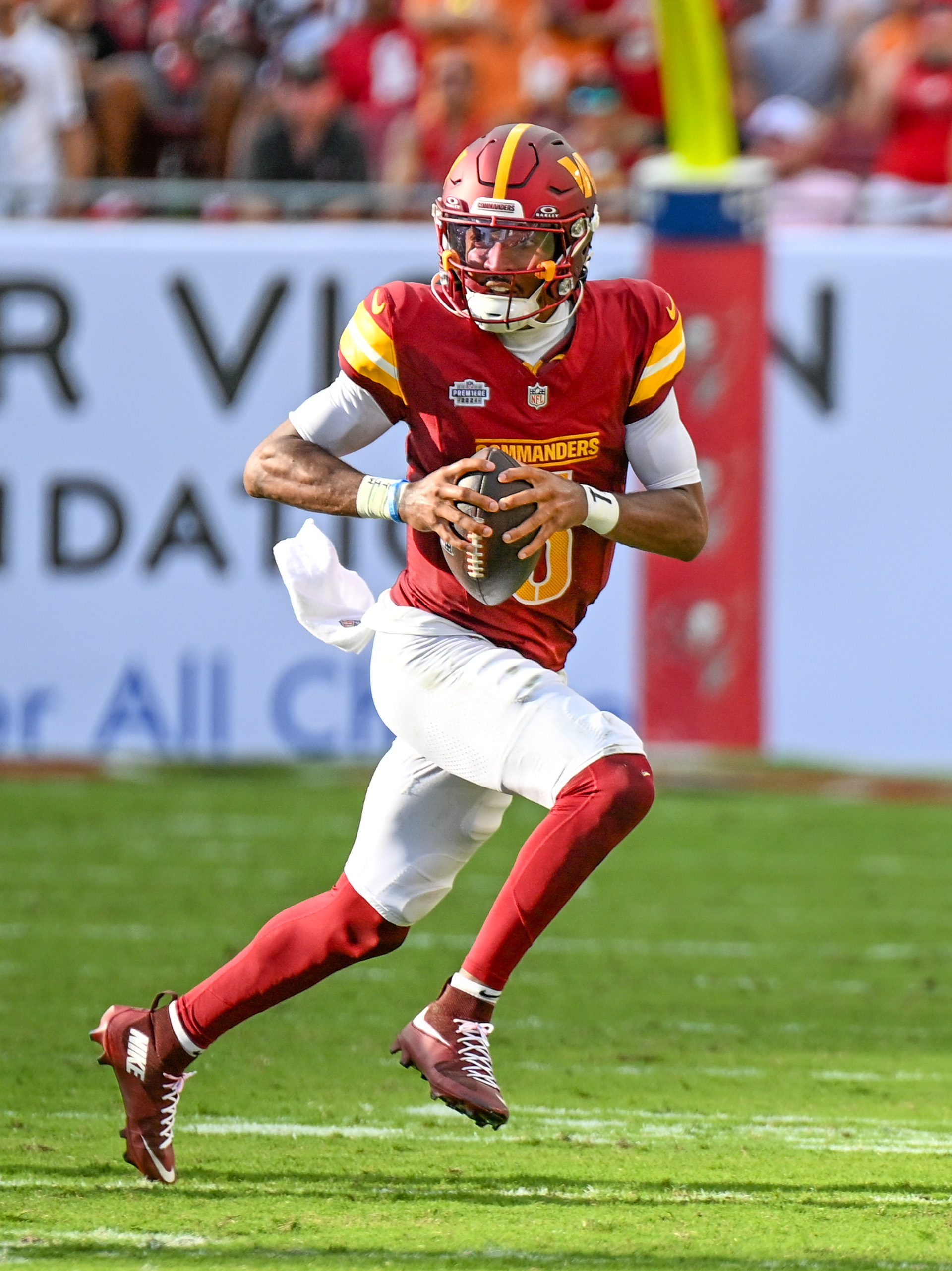
Nel 2024 i Commanders scelsero come secondo assoluto il vincitore dell'Heisman Trophy Jayden Daniels che venne premiato come rookie offensivo dell'anno

| Scelte dei Washington Commanders nel Draft 2024 |        |                        |       |              |
| Giro                                            | Scelta | Giocatore              | Ruolo | College      |
| 1                                               | 2      | Jayden Daniels         | QB    | LSU          |
| 2                                               | 36     | Jer'Zhan Newton        | DT    | Illinois     |
| 2                                               | 50     | Mike Sainristil        | CB    | Michigan     |
| 2                                               | 53     | Ben Sinnott            | TE    | Kansas State |
| 3                                               | 67     | Brandon Coleman        | OT    | TCU          |
| 3                                               | 100    | Luke McCaffrey         | WR    | Rice         |
| 5                                               | 139    | Jordan Magee           | LB    | Temple       |
| 5                                               | 161    | Dominique Hampton      | S     | Washington   |
| 7                                               | 222    | Javontae Jean-Baptiste | DE    | Notre Dame   |

## Staff
| Staff dei Washington Commanders |
| --- |
| Organi dirigenziali - Proprietario – Josh Harris - General manager – Adam Peters - Vice presidente esecutivo/personale dei giocatori – Marty Hurney - Vice presidente senior dell'amministrazione del football – Rob Rogers - Direttore senior del personale dei giocatori – Erik Stokes - Direttore del personale professionistico – Chris Polian - Direttore del personale dei college – Tim Gribble - Consulente senior – Doug Williams - Osservatori – Don Warren, Sheldon White, Paul Skansi Capo allenatore - Capo allenatore – Dan Quinn Altri allenatori - Direttore delle prestazioni dei giocatori – Brett Nenaber - Preparatore atletico – Chad Englehart Allenatori dell'attacco - Coordinatore offensivo – Kliff Kingsbury - Quarterback – Ken Zampese - Assistente quarterback/controllo qualità attacco – Luke Del Rio - Running back – Randy Jordan - Assistente running back – Jennifer King - Wide receiver – Drew Terrell - Tight end – Juan Castillo - Assistente tight end – Todd Storm - Offensive line – John Matsko - Assistente offensive line – Travelle Wharton - Assistente attacco senior – Jim Hostler Allenatori della difesa - Coordinatore difensivo – Joe Whitt Jr. - Defensive line – Sam Mills III - Assistente defensive line – Jeff Zgonina - Linebacker – Steve Russ - Assistente linebacker/controllo qualità difesa – Vincent Rivera - Defensive back – Chris Harris - Assistente defensive back – Brent Vieselmeyer e Richard Rodgers Sr. - Controllo qualità difesa – Cristian Garcia Allenatori dello special team - Coordinatore special team – Nate Kaczor - Assistente special team – Ben Jacobs |

## Roster
| Roster dei Washington Commanders |
| --- |
| Quarterback - 5 Jayden Daniels - 16 Jeff Driskel - 18 Marcus Mariota Running Back - 30 Austin Ekeler - 26 Jeremy McNichols - 8 Brian Robinson Jr. Wide Receiver - 2 Dyami Brown - 85 Noah Brown - 80 Jamison Crowder - 12 Luke McCaffrey - 17 Terry McLaurin - 83 Byron Pringle - 14 Olamide Zaccheaus Tight End - 87 John Bates - 86 Zach Ertz - 82 Ben Sinnott - 41 Colson Yankoff Offensive Linemen - 67 Nick Allegretti G - 63 Tyler Biadasz C - 74 Brandon Coleman T - 76 Sam Cosmi G - 60 Michael Deiter C - 78 Cornelius Lucas T - 75 Chris Paul G - 73 Trent Scott T - 71 Andrew Wylie T Defensive Linemen - 93 Jonathan Allen DT - 92 Dorance Armstrong DE - 52 Jamin Davis DE - 99 Clelin Ferrell DE - 90 Javontae Jean-Baptiste DE - 98 Phidarian Mathis DT - 95 Jer'Zhan Newton DT - 94 Daron Payne DT Linebacker - 6 Dante Fowler OLB - 45 Dominique Hampton OLB - 4 Frankie Luvu OLB - 54 Bobby Wagner MLB - 32 Mykal Walker MLB Defensive Back - 35 Percy Butler FS - 11 Jeremy Chinn SS - 24 Michael Davis CB - 13 Emmanuel Forbes CB - 22 Darrick Forrest SS - 1 Noah Igbinoghene CB - 20 Quan Martin FS - 40 Tyler Owens SS - 39 Jeremy Reaves FS - 0 Mike Sainristil CB - 25 Benjamin St-Juste CB Special Team - 69 Tyler Ott LS - 10 Tress Way P - 3 Cade York K Lista delle riserve - 58 Jordan Magee MLB (IR) - 97 Efe Obada DE (PUP) - 96 Norell Pollard DT (IR) - 72 Taylor Stallworth DT (IR) - 79 Armani Taylor-Prioleau T (IR) Squadra di allenamento - 36 Kazmeir Allen RB - 29 Chigozie Anusiem CB - 57 Nick Bellore MLB - 64 Sheldon Day DT - 61 Julian Good-Jones G - 51 Jalen Graham OLB - 15 Sam Hartman QB - 50 Andre Jones Jr. DE - 68 Haggai Ndubuisi DT - 37 Bobby Price CB - 23 Chris Rodriguez Jr. RB - 66 Max Scharping G - 84 Mitchell Tinsley WR - 89 Brycen Tremayne WR - 88 Cole Turner TE - 79 Carlos Watkins DE - 34 Michael Wiley RB Roster aggiornato al 5 settembre 2024 53 attivi, 5 inattivi, 16 nella squadra di allenamento |
| Legenda - I rookie sono in corsivo. - Il primo ruolo è il principale mentre gli eventuali successivi indicano i ruoli secondari. - (IR) sta per Injured Reserve ed indica la lista ristretta per un solo giocatore infortunato che può tornare ad allenarsi dopo la settimana 6 e a rientrare in prima squadra dopo che questa ha giocato 8 partite. - (NF-Inj.) / (NF-Ill.) stanno rispettivamente per Non-Football Injured e Non-Football Illness ed indicano le liste dove viene inserito un giocatore che ha un infortunio o una malattia non dipendente dal football americano. - (PUP) sta per Physically Unable to Perform ed indica la lista dove viene inserito un giocatore mentre è in attesa di recuperare la condizione fisica. Nella stagione regolare dopo la sesta partita giocata dalla propria squadra, il giocatore ha tempo tre settimane per riprendere ad allenarsi, più tre settimane aggiuntive dal suo rientro agli allenamenti per rientrare in prima squadra. |

## Precampionato
Il 15 maggio 2024, insieme con il calendario della stagione regolare, furono annunciate le gare del precampionato.
| Precampionato |           |            |                      |           |        |                   |     |         |
| Settimana     | Data      | Ora (ET)   | Avversario           | Risultato | Record | Stadio            | TV  | Sintesi |
| 1             | 10 agosto | 12:00 p.m. | @ New York Jets      | S 17-20   | 0-1    | MetLife Stadium   | CBS | Sintesi |
| 2             | 17 agosto | 7:00 p.m.  | @ Miami Dolphins     | S 3-16    | 0-2    | Hard Rock Stadium | -   | Sintesi |
| 3             | 25 agosto | 8:00 p.m.  | New England Patriots | V 20-10   | 1-2    | Northwest Stadium | NBC | Sintesi |

## Stagione regolare

### Calendario
Il calendario della stagione regolare fu reso noto il 15 maggio 2024. Data e orario della gara di settimana 18 furono definiti il 29 dicembre, subito dopo lo svolgimento del diciassettesimo turno.
| Stagione regolare |                    |                    |                           |                    |                    |                         |                    |                    |
| Settimana         | Data               | Ora (ET)           | Avversario                | Risultato          | Record             | Stadio                  | TV                 | Sintesi            |
| 1                 | 8 settembre        | 4:25 p.m.          | @ Tampa Bay Buccaneers    | S 20-37            | 0-1                | Raymond James Stadium   | Fox                | Sintesi            |
| 2                 | 15 settembre       | 1:00 p.m.          | New York Giants           | V 21-18            | 1-1                | Northwest Stadium       | Fox                | Sintesi            |
| 3                 | 23 settembre       | 8:15 p.m.          | @ Cincinnati Bengals (M)  | V 38-33            | 2-1                | Paycor Stadium          | ABC                | Sintesi            |
| 4                 | 29 settembre       | 4:05 p.m.          | @ Arizona Cardinals       | V 42-14            | 3-1                | State Farm Stadium      | Fox                | Sintesi            |
| 5                 | 6 ottobre          | 1:00 p.m.          | Cleveland Browns          | V 34-13            | 4-1                | Northwest Stadium       | Fox                | Sintesi            |
| 6                 | 13 ottobre         | 1:00 p.m.          | @ Baltimore Ravens        | S 23-30            | 4-2                | M&T Bank Stadium        | CBS                | Sintesi            |
| 7                 | 20 ottobre         | 4:05 p.m.          | Carolina Panthers         | V 40-7             | 5-2                | Northwest Stadium       | CBS                | Sintesi            |
| 8                 | 27 ottobre         | 4:25 p.m.          | Chicago Bears             | V 18-15            | 6-2                | Northwest Stadium       | CBS                | Sintesi            |
| 9                 | 3 novembre         | 1:00 p.m.          | @ New York Giants         | V 27-22            | 7-2                | MetLife Stadium         | Fox                | Sintesi            |
| 10                | 10 novembre        | 1:00 p.m.          | Pittsburgh Steelers       | S 27-28            | 7-3                | Northwest Stadium       | CBS                | Sintesi            |
| 11                | 14 novembre        | 8:15 p.m.          | @ Philadelphia Eagles (T) | S 18-26            | 7-4                | Lincoln Financial Field | Prime Video        | Sintesi            |
| 12                | 24 novembre        | 1:00 p.m.          | Dallas Cowboys            | S 26-34            | 7-5                | Northwest Stadium       | Fox                | Sintesi            |
| 13                | 1º dicembre        | 1:00 p.m.          | Tennessee Titans          | V 42-19            | 8-5                | Northwest Stadium       | CBS                | Sintesi            |
| 14                | Settimana di pausa | Settimana di pausa | Settimana di pausa        | Settimana di pausa | Settimana di pausa | Settimana di pausa      | Settimana di pausa | Settimana di pausa |
| 15                | 15 dicembre        | 1:00 p.m.          | @ New Orleans Saints      | V 20-19            | 9-5                | Caesars Superdome       | Fox                | Sintesi            |
| 16                | 22 dicembre        | 1:00 p.m.          | Philadelphia Eagles       | V 36-33            | 10-5               | Northwest Stadium       | Fox                | Sintesi            |
| 17                | 29 dicembre        | 8:20 p.m.          | Atlanta Falcons (S)       | V 30-24 (DTS)      | 11-5               | Northwest Stadium       | NBC                | Sintesi            |
| 18                | 5 gennaio          | 1:00 p.m.          | @ Dallas Cowboys          | V 23-19            | 12-5               | AT&T Stadium            | Fox                | Sintesi            |

Note:
- Gli avversari della propria division sono in grassetto.
- Il simbolo "@" indica una partita giocata in trasferta.
- (M) indica il Monday Night Football e (T) il Thursday Night Football.

## Play-off
Al termine della stagione regolare i Commanders arrivarono secondi nella NFC East con un record di 12 vittorie e 5 sconfitte, qualificandosi ai play-off come testa di serie (seed) numero 6.
La vittoria contro Tampa Bay, testa di serie numero 3, nella gara delle Wild card fu la prima vittoria nei play-off dal 2005. Con la vittoria nella gara del Divisional play-off contro Detroit, testa di serie numero 1, arrivarono a giocarsi l'NFC Championship Game dove furono sconfitti da Philadelphia, testa di serie numero 2. Fu la prima finale di conference per Washington dal 1991.
| Play-off         |            |           |                            |           |        |                         |                |         |
| Turno            | Data       | Ora (ET)  | Avversario (seed)          | Risultato | Record | Stadio                  | TV             | Sintesi |
| Wild Card        | 12 gennaio | 8:00 p.m. | @ Tampa Bay Buccaneers (3) | V 23-20   | 1-0    | Raymond James Stadium   | NBC/Peacock TV | Sintesi |
| Divisional       | 18 gennaio | 8:00 p.m. | @ Detroit Lions (1)        | V 45-31   | 2-0    | Ford Field              | Fox            | Sintesi |
| NFC Championship | 26 gennaio | 3:00 p.m. | @ Philadelphia Eagles (2)  | S 23-55   | 2-1    | Lincoln Financial Field | Fox            | Sintesi |

Note:
- Il simbolo "@" indica una partita giocata in trasferta.

## Premi

### Premi settimanali e mensili
- Jayden Daniels:

rookie della settimana 1
giocatore offensivo della NFC della settimana 3
rookie della settimana 3
quarterback della settimana 4
rookie della settimana 4
rookie offensivo del mese di settembre
rookie della settimana 5
rookie della settimana 6
quarterback della settimana 8
rookie della settimana 8
rookie della settimana 9
rookie della settimana 13
rookie della settimana 15
quarterback della settimana 16
rookie della settimana 16
rookie della settimana 17
- Austin Seibert:

giocatore degli special team della NFC della settimana 2
- Mike Sainristil:

rookie della settimana 18